# Jesse Klaver
Jesse Feras Klaver (Roosendaal, 1º maggio 1986) è un politico olandese.
Eletto per la prima volta alla Camera dei Rappresentanti dei Paesi Bassi nel giugno 2010, è divenuto leader del partito Sinistra Verde dal 12 maggio 2015.

## Biografia
Jesse Feras Klaver è nato nel 1986 a Roosendaal, nei Paesi Bassi, da padre marocchino e madre di origini olandesi-indonesiane. Tra il 1999 e il 2004 ha frequentato gli ambienti politici del DWARS (l'organizzazione giovanile del GroenLinks) quando era al Waldorf Michael College di Prinsenbeek, mentre fra il 2006 e il 2009 ne è stato un leader. Dopo un inizio come co-presidente per le questioni organizzative, è stato in seguito segretario e poi presidente Oltre a servire in questa funzione, ha studiato lavoro sociale presso l'Università di Scienze Applicate Avans (Avans Hogeschool) e ha frequentato il programma di transizione per il master in Scienze Politiche presso l'Università di Amsterdam, che ha tuttavia abbandonato prima di poterlo concludere.
Il 17 settembre del 2009 è stato eletto presidente dell'Unione dei giovani della CNV. Come presidente ha annunciato che avrebbe posto meno enfasi sul carattere cristiano della CNV. Ha sostenuto l'innalzamento dell'età pensionabile a 67 anni. Il 1º dicembre 2009, è stato nominato al Consiglio economico sociale, risultando, con i suoi 23 anni, il più giovane membro a far parte di questo consiglio. Oltre a presiedere l'Unione giovani del CNV, è stato tra gli autori del manifesto elettorale del 2010 della Sinistra Verde. Inoltre, è stato membro del consiglio di amministrazione del Christian Social Youth Congress ed è stato fondatore della Coalizione giovanile di Copenaghen, una ONG per i problemi climatici globali.

### Carriera politica
Nel consultazioni legislative tenutesi nel 2010, Klaver viene eletto nella lista di Sinistra Verde, che conquista dieci seggi. Klaver è stato portavoce per gli affari sociali, l'occupazione, l'istruzione e lo sport. Il suo primo discorso ha riguardato l'istruzione superiore. Nel 2010 viene nominato "talento politico dell'anno" dai giornalisti politici.
Nelle elezioni politiche del 2012, Klaver ha guidato il team della campagna elettorale di Sinistra Verde ed è stato il quarto nella lista dei candidati. Il suo TEDTalk nel talk show Pauw & Witteman nel gennaio 2013 è scelto come il migliore tra quello di cinque giovani politici.
Nel 2013, con Lutz Jacobi (del PvdA-Partito del lavoro) e Stientje van Veldhoven (dei D66-Democratici 66), è stato autore del memo "Mooi Nederland" ("Bei Paesi Bassi"), che si proponeva di proteggere la natura, il paesaggio, la flora e la fauna. Nel 2014 ha redatto la proposta "Kansen voor kinderen voor het Voorbereidend middelbaar beroepsonderwijs".
Klaver ha ricevuto attenzione internazionale per il tentativo di contrastare l'evasione fiscale nel 2013. Klaver è anche stato co-autore dell'accordo per gli studenti firmato con il ministro dell'Istruzione Jet Bussemaker e portavoce del VVD, D66, PvdA
Il 12 maggio 2015, il leader del partito Bram van Ojik ha annunciato che Klaver avrebbe preso la leadership del partito con effetto immediato. Fino a quel momento, Klaver aveva agito come portavoce per la finanza, agricoltura, natura, benessere degli animali, l'istruzione, la cultura e la scienza. Inoltre è stato membro delle commissioni parlamentari per gli affari esteri, difesa, degli affari europei, affari economici, finanza, formazione, controllo di bilancio, affari sociali, salute e procedurali.
Alle elezioni legislative del 2017, Klaver è stato il candidato leader di Sinistra Verde. In tale occasione, è stato definito il Justin Trudeau d'Europa. Il partito con lui a sorpresa passa dal 2,3 al 9% ottenendo 16 seggi in Parlamento (dai 4 che aveva prima).